# Castanopsis catappifolia
Castanopsis catappifolia là một loài thực vật có hoa trong họ Fagaceae. Loài này được King ex Hook.f. mô tả khoa học đầu tiên năm 1888.